# Вахек, Эмиль
Эмиль Вахек (чеш. Emil Vachek; 2 февраля 1889, Градец-Кралове — 1 мая 1964, Прага) — чешский писатель

-фантаст и автор детективных произведений, драматург, журналист, редактор.

## Биография
С 1906 года жил в Праге, где учился в частной коммерческой академии, однако вскоре оставил учёбу, и стал заниматься журналистикой и литературой. С 1911 года работал редактором газеты «Právo lidu», позже сотрудничал с другими изданиями: «Literárne noviny», «Pramen», «Nová sloboda», «Sport», «Kopřivy», «Pestré kvety». В 1930-х годах также сотрудничал с издательствами «Sfinx» и «ELK».
После Второй мировой войны продолжил активную и плодотворную литературную деятельность, пользуясь популярностью среди читателей.

## Творчество
Дебютировал в 1916 году издав сборник «За фронтом» (чеш. Za frontou), в котором описывались события Первой мировой войны. В его литературном творчестве преобладают юмористическая короткая проза. Творил под влиянием психоанализа Зигмунда Фрейда, в своих произведениях восстаёт против господствующих условностей буржуазной морали; такими проблемами как антисемитизм и проституция.
Считается одним из основателей чешского фантастического романа. Самым известным фантастическим произведением писателя является утопический роман «Властелин мира», который вышел в 1925 году. Он автор фантастических романов «Двенадцать Робинзонов» (чеш. Dvanáct Robinsonů) и «Болезнь профессора Соломитникова» (чеш. Nemoc profesora Solomitnikova), вышедших уже после смерти автора, а также нескольких сборников фантастических рассказов.
Считается одним из основателями чешского детективного жанра. Автор серии произведений о детективе Клубичке, который является первым литературным героем-детективом в чешской литературе. Эта серия началась в 1928 году с публикации романа «Тайны картинной галереи» (чеш. Tajemstvo obrazárny), а закончилась в 1964 году романом «Бараний двор». Произведения этой серии неоднократно экранизировались в Чехословакии и Чехии, переведены на несколько языков.
Создал также ряд драматических произведений, самыми известными из которых являются «Убогий шут» (чеш. Ubohý blázen), «Лис Ставинога» (чеш. Lišák Stavinoha), «Кровь не взывает о мести» (чеш. Krev nevolá o pomstu), «Афера» (чеш. Aféra) и др.
Несколько произведений автора были экранизированы.